# 马特海笋
马特海笋（学名：Martesia striata），又名細紋鷗蛤、東京马特海笋、夏威夷马特海笋等，是海螂目鷗蛤科雁蛤屬下的一个种。其种加词“striata”意为“有条纹的”。

## 分佈
本物種主要分佈於南海、新加坡、马来西亚、韩国、中国大陆、台湾，也有見於加勒比海及東非、紅海等地。
常在潮间带凿木穴居。

## 外部連結
- 維基物種上的相關：細紋鷗蛤